# Roberto de Jesús Escobar Gaviria
Roberto de Jesús Escobar Gaviria znany jako El Osito (pol. Niedźwiedź) (ur. 13 stycznia 1947) – księgowy kartelu z Medellín, odpowiedzialnym za 80 procent przemytu kokainy do USA. Starszy brat Pabla Escobara.
Za swoją działalność w Kartelu z Medellín został zamknięty w więzieniu La Catedral. Uciekł z niego wraz ze swoim bratem w lipcu 1992 roku, ale potem dobrowolnie się poddał. 18 grudnia 1993 roku, będąc jeszcze w więzieniu, został oślepiony na jedno oko przez wybuch bomby przesłanej mu w liście. Został zwolniony z więzienia po ponad 10 latach. 
W 2014 roku Roberto wraz z Olofem K. Gustafssonem i Danielem D. Reitbergiem założył Escobar Inc i zarejestrował się w Kalifornii w USA jako spadkobierca interesów i praw swojego brata Pabla Escobara. 1 lutego 2016 roku wysłał list do Netflix z żądaniem 1,1 miliarda dolarów jako zapłaty za nieautoryzowane wykorzystanie historii w serialu Narcos.